# Domenico Mordini
Domenico Mordini (Génova, 7 de abril de 1898 — 12 de março de 1948) foi um velejador italiano, campeão olímpico. Ele competiu nos Jogos Olímpicos de Verão de 1936 na classe 8 Metre e conquistou a medalha de ouro na disputa a bordo do Italia com Giovanni Reggio, Bruno Bianchi, Luigi De Manincor, Enrico Poggi e Luigi Poggi.
Embora Mordini, ao contrário dos outros tripulantes, viesse da classe trabalhadora e não tivesse formação naval, ele foi nomeado para a tripulação para fins de propaganda sob pressão do governo fascista.